# Yaquehu (sockenhuvudort i Kina, Jiangxi Sheng, lat 29,32, long 116,63)
Yaquehu är en sockenhuvudort i Kina. Den ligger i provinsen Jiangxi, i den sydöstra delen av landet, omkring 100 kilometer nordost om provinshuvudstaden Nanchang. Antalet invånare är 10 532. Befolkningen består av 5 157 kvinnor och 5 375 män. Barn under 15 år utgör 21,0 %, vuxna 15-64 år 68 %, och äldre över 65 år 10,0 %.
Runt Yaquehu är det ganska tätbefolkat, med 248 invånare per kvadratkilometer. Närmaste större samhälle är Youdunjie, 5,9 km norr om Yaquehu. Trakten runt Yaquehu består till största delen av jordbruksmark.
Genomsnittlig årsnederbörd är 2 232 millimeter. Den regnigaste månaden är juni, med i genomsnitt 350 mm nederbörd, och den torraste är oktober, med 55 mm nederbörd.